# Синя България
„Синя България“ е дясно-консервативна, антикомунистическа и проевропейска политическа коалиция в България, създадена през април 2024 година от Вили Лилков и Петър Москов.

## История
След успешния резултат на коалиция „Синя София“ на местните избори през 2023 г. в Столичната община създателите на формацията Вили Лилков, Жаклин Толева, Иван Сотиров, Петър Москов и Стефан Иванов решават политическата коалиция да прерасне в национална политическа алтернатива на име „Синя България“ за явяване на парламентарните избори и избори за Европейски парламент в България през 2024 г. Коалицията цели обединение на дясното, като нейни настоящи членове са партиите „Консервативно обединение на десницата“ (КОД), „Български демократически форум“ (БДФ), „Движение Демократично действие – Д3“, „Консервативна България“ (КБ), „Радикалдемократическа партия“ (РДП) и „Българска нова демокрация“ (БНД).
През септември 2024 г. към коалицията се присъединява партия „Обединени земеделци“.

## Политическа платформа

### Икономика
Синя България е за ограничаване на ролята на държавата в търговския оборот. Държавата не трябва да бъде търговец и голям инвеститор, а само регулатор и гарант на правата и свободите на гражданите. За сметка на това, държавата трябва да се засили в нейните основни сфери на отговорност – отбрана, национална сигурност, благоустройство на територията, здравеопазване, образование и социална подкрепа на крайно нуждаещите се.
Бюджетната политика предвижда нисък държавен дълг, който е предпоставка за висок кредитен рейтинг, дългосрочна фискална стабилност и атрактивност на държавата пред чужди инвеститори. Синя България е за балансиран държавен бюджет, който не предизвиква инфлационен натиск и прогресивно задлъжняване. Според коалицията инфлацията е данъкът върху най-бедните и засилва социалното неравенство. Държавният бюджет трябва да се раздели на две части – за оперативни разходи и за капиталови разходи, като всяка част трябва да има свой баланс, одобрен от Народното събрание и дефицитът ѝ няма да може да се покрива от другата част.
Данъчната политика включва намаляване на данъците, в резултат на отдръпване на държавата от несвойствените ѝ роли на търговец и инвеститор. Синя България е за запазване на плоския данък и единна ставка за данък добавена стойност, като това води до ниски разходи за събиране на данъците, стимулиране на инвестиционната активност и изсветляване на икономиката. Подобна дясна икономическа програма ще доведе до възможността за намаляване на ДДС от 20% на 19% през първата година и от 19% на 18% в рамките на четиригодишен управленски мандат, както и намаляване на плоския корпоративен и подоходен данък от 10% на 9%.
Според Синя България по-малко държава в икономиката ще създаде предпоставка за истинска борба с голямата корупция, тъй като голямата корупция идва от харченето на държавни пари през поръчки за строителство и поддръжка, и през държавните фирми.

### Правосъдие
Приоритетна цел за коалицията е създаване на съдебна реформа, която да гарантира независимостта, ефективността и прозрачността на съдебната система. Синя България предлага разработен механизъм, който да гарантира както независимостта на съдебната система, така и независимостта на отделните магистрати, като съществуването на независими и безпристрастни съдилища, прокуратура и органи на досъдебното производство е структурно изискване на всяка правова държава.

### Външна сигурност и отбрана
Синя България цели отстояване на европейската принадлежност на България, като гарант за външната ѝ сигурност. Конкретните стъпки в тази посока са:
- Активно участие на България в структурите на Европейския съюз с позиции, изискващи засилване на ролята на Съюза на международната сцена, чрез увеличаване на бюджета за отбрана и сигурност.
- Създаване на обща европейска армия и система за сигурност в Европа, способни при необходимост сами да отговарят на регионалните и световните заплахи. Намаляване на зависимостта на Европейската сигурност и отбрана от тази на САЩ.
- България да инициира формирането на общ източноевропейски отбранителен консенсус, включващ страните от Прибалтика, които са пряко изложени на хибридна и потенциална военна агресия.
- Незабавни действия за активиране на най-важната гаранция за националната сигурност на България – бързата и необратима политическа и икономическа интеграция в сърцето на Европа – членството в еврозоната и Шенген.
- Изграждане на ефективна система за противодействие на прането на пари, за активно пресичане на финансовите потоци свързани с враждебни на България страни и терористични организации. Преместване на финансовото разузнаване от ДАНС под пряк контрол на изпълнителната власт.
- Незабавно и ускорено превъоръжаване на Българската армия на базата на поуките от войната в Украйна. Постигане на пълна съвместимост във въоръжението, техниката и процедурите с нашите съюзници от ЕС и НАТО и прекратяване на зависимостта от руско въоръжение и техника.
- Спешно освобождаване от морално и физически остарялото, неефективно и опасно за експлоатация оръжие и бойна техника.
- Преосмисляне на сценариите за военните заплахи пред България и при необходимост разработване на нови планове за отбрана, отчитащи съвременните политически и военни реалности.[6]

### Образование

#### Промяна на учебното съдържание
Синя България настоява за промяна на учебното съдържание. Тяхно разбиране е, че децата трябва да имат достъп до история и култура, която да преодолее идеологическата интерпретация, наследена от миналото, и да възпитава в чувство на патриотизъм. Всяка една учебна програма трябва да се основава на националните ценности и култура, както и да съответства на стратегическите цели и принципи. Тя трябва да е базирана на доказателства и да се основава на най-добрите практики, както и на солидни изследвания; да залага високи очаквания и да не поставя изкуствени ограничения пред възможностите, постиженията и предизвикателствата за всяко отделно дете; да е съобразена с изискванията на трудовия пазар, което означава да развива компетентности, които ще позволят на младите хора да се справят уверено с предизвикателствата на бъдещия си живот. Въвеждане на адекватна дефиниция и методика за оценка на качеството на образованието, което да бъде измервано по ясни критерии, съотносими със световни измервателни скали е другият основен приоритет в тази област.

#### Връщане на училището към основните му задачи
Прекратяване на либералните експерименти в българското училище, което стана арена на сблъсъци на идеологически доктрини от една страна и родителска апатия и свръхнамеса от друга. Връщане на училището към основните му задачи – предаване на знание на учениците съгласно образователните стандарти, възпитание в ценности и подпомагане на процесите на социализация в рамките на училищната среда. Училището и учителите трябва да бъдат освободени от всякакви други неприсъщи функции.

#### Възстановяване и защита на авторитета на учителя
Държавата чрез нормативната си база ще гарантира, че в рамките на учебния процес единственият авторитет е учителя. Отговорността за методиката на преподаване и оценяване се делегира изцяло на ръководството на училището и педагогическия състав. При трайно несправяне с учебния процес и системни проблеми с дисциплина на даден ученик, педагогическият състав ще има право да санкционира, в т.ч. да отстрани дадения ученик от училище, без това да води в промяна на финансирането или възнаграждението на учителя.
В сферата на висшето образование държавата ще насочи своите усилия към рационализиране на структурата на българското висше образование – тя все повече се доближава до потребностите на пазара на труда.
- Спиране на безконтролното разрастване на университетите и преминаване към тяхното окрупняване.
- Диференцирано финансиране на висшите училища, като се обръща по-голямо внимание на рейтингите – качеството на преподаване и оценяване, реализацията на студентите, качеството и количеството на научната продукция.
- Диференцирано отношение към различните направления – при бизнес ориентираните специалност е напълно възможно държавата да ограничи финансирането, тъй като те могат да се развиват в напълно пазарна среда. Към останалите – социални науки, медицина, хуманитаристика, подготовка на учители и някои инженерни специалности – е нужна по-значима държавна подкрепа.
- Увеличаване на средствата за наука и развойна дейност (НИРД) – устойчив и по-бърз икономически растеж може да се постигне само чрез т.нар. икономика на знанието, а това непременно изисква науката и висшето образование да са сред водещите приоритети на държавата, което от своя страна означава България да заеме челните (а не последните) места по средства за НИРД като дял от БВП. Това може да стане чрез увеличаване на държавните субсидии за университетите и БАН и чрез насърчаване на бизнеса на инвестира в НИРД чрез данъчни облекчения и други механизми.
- Промени в регулациите, регламентиращи израстването на академичния състав.[7]

### Здравеопазване
Грижата за общественото здраве, като актив и източник на икономическа и социална стабилност, трябва да е същностен и неотменен ангажимент на държавата. Приоритетите на Синя България в сектора на здравеопазването са:
- Осигуряване на всеобхватна грижа за детското здраве чрез цялостно трансформиране на съществуващата разпокъсана система за детско здравеопазване в интегрирана национална мрежа от структури и услуги, в центъра на която са децата и семействата. Това означава гарантиран достъп и ясен път на всяко дете до качествени и комплексни грижи – от личния лекар и педиатъра в извънболничната помощ до всички нива на болничната помощ и последващи медико-социални грижи в общността.
- Своевременна и качествена спешна медицинска помощ. Държавата се ангажира да осигури и поддържа необходимата струкрура и организация, гарантираща на всеки български гражданин достъп до своевременна и качествена спешна медицинска помощ при животозастрашаващи състояния, инциденти и бедствия в рамките на „златния час“ от настъпване на спешното състояние.
- Ефективно покритие на всички райони в страната с общопрактикуващи лекари. Това ще се реализира чрез приемане на Национална програма за подкрепа на първичната медицинска помощ, която да осигурява средства за допълнително стимулиране на общопрактикуващи лекари и специалисти по здравни грижи да разкриват практики в населени места, в които няма такива или съществуващите са недостатъчни. За целта ще бъде осигурен целеви ресурс от държавния бюджет от 55 млн. лв. годишно – 25 000 лв. целева субсидия за общопрактикуващ лекар и 12 000 лв. за специалист по здравни грижи. Тази мярка ще се надгради с планираните средства по Плана за възстановяване и устойчивост и другите европейски програми за покрепа на първичната медицинска помощ, в т.ч. за развитие на самостоятелни сестрински практики с приоритет върху предоставянето на грижи за деца, бременни, хора с хронични заболявания и увреждания, както и възрастни хора.
- Осигуряване на нужните хора в системата на здравеопазване. Основен приоритет на държавната политика ще бъде справянето с кадровия дефицит в системата на здравеопазването чрез качествено медицинско образование, улеснена специализация, повишени доходи и престиж на професията. На фона на общият недостиг на кадри, основен проблем се явява липсата на медицински сестри и други специалисти по здравни грижи. Трябва да се изисква незабавно приемане на медицински стандарт по здравни грижи и държавна политика за нормативно регламентиране и финансиране чрез НЗОК на дейността на самостоятелните практики на медицински сестри. За осъществяването на тези приоритети коалицията предлага Национален план за развитие на човешките ресурси в системата на здравеопазването за 10 годишен период с ясна финансова рамка и конкретни законови отговорности за изпълнението му.[8]

## Изборни резултати

### Парламентарни избори
| Година        | Институция | Брой гласове | Разлика | Гласове % | Разлика % | Представители | Разлика | Място в управлението |
| ------------- | ---------- | ------------ | ------- | --------- | --------- | ------------- | ------- | -------------------- |
| юни 2024      | L НС       | 33 613       | —       | 1,57%     | —         | 0 / 240       | —       | —                    |
| октомври 2024 | LI НС      |              |         |           |           |               |         |                      |

### Европейски избори
| Година | Институция | Брой гласове | Разлика | Гласове % | Разлика % | Представители | Място в управлението |
| ------ | ---------- | ------------ | ------- | --------- | --------- | ------------- | -------------------- |
| 2024   | ЕП         | 24 917       | —       | 1,24%     | —         | 0 / 17        | —                    |